# Parafia św. Anny we Wrzeszczewicach
Parafia św. Anny we Wrzeszczewicach − parafia rzymskokatolicka znajdująca się w archidiecezji łódzkiej w dekanacie łaskim.

## Historia budowy kościoła i jego architektura
Historia pierwszej pisemnej wzmianki na temat Wrzeszczewic – niewielkiej wsi położonej nieopodal Łasku, spotkać można już w czasach panowania w Polsce dynastii Jagiellonów, tj. w roku 1512.
Parafia Wrzeszczewice jest położona w malowniczym, pełnym pięknych lasków i drzew terenie, przy trasie wiodącej z Konstantynowa do Łasku. Kaplica we Wrzeszczewicach była kościołem filialnym, Msze św. były odprawiane raz w miesiącu na niedzielną Mszę św. musieli uczęszczać do odległego kościoła w Borszewicach. Dlatego wspólnie z księdzem proboszczem wystąpili z prośbą do ówczesnego ordynariusza o budowę nowego kościoła.
15 kwietnia 1920 r. bp Stanisław Zdzitowiecki wydał rozporządzenie, według którego powstać miała samoistna parafia Wrzeszczewice, a już 1 lipca ją erygował. Dużo wiele wcześniej istniał kościół św. Anny i należał wówczas do diecezji włocławskiej. Postawiony w 1755 r. z drzewa modrzewiowego i sosnowego kościół, był jako fundacja kasztelanowej łęczyckiej Marianny Walewskiej.
Pierwszym proboszczem samoistnej parafii 15 kwietnia 1920 r. we Wrzeszczewicach został mianowany ks. Mieczysław Kiełkiewicz, wikariusz ze Zduńskiej Woli. W roku utworzenia parafii kościół został on powiększony przez dobudowanie dwóch zakrystii i przedłużenie nawy. Podczas II wojny światowej Niemcy nie pozwalali na właściwe funkcjonowanie parafii. W 1942 r. trzech z sześciu dotychczasowych proboszczów Wrzeszczewic zginęło w obozie koncentracyjnym. W latach 1946–48 kościół został gruntownie odrestaurowany. 17 grudnia 1973 r. spłonął w czasie pożaru.
Utrata świątyni zmobilizowała całą parafie do podjęcia budowy kościoła. Trud budowy podjął ówczesny proboszcz ks. Czesław Białas wspierany przez parafian rozpoczął budowę kościoła w 1974 r., którą kontynuował kolejny proboszcz ks. Ryszard Olszewski. Wmurowania kamienia węgielnego dokonał 20 IV 1975 r. ówczesny ordynariusz, bp Józef Rozwadowski. Na czas budowy kościoła Niedzielne nabożeństwa i Msze św. przeniesiono do remizy strażackiej.
Obecny kościół murowany wybudowano w 1975 r., bezstylowy, jednonawowy, projekt wykonał arch. Aleksander Mielniczak. Kościół poświęcono 23 XI 1975 r. a w czerwcu 1981 r. przez bpa Józefa Rozwadowskiego konsekrowany.

## Wyposażenie kościoła
Ks. Olszewski z wielkim zaangażowaniem wiernych wyposażał i dekorował wnętrze świątyn. Ołtarz główny i dwa boczne wykonane z granitu, ozdobione złoconymi symbolami religijnymi. Pancerne tabernakulum w kształcie słońca, pozłacane. Droga Krzyżowa wykonana z piaskowca, ozdobna. Dzwon duży pw. św. Andrzeja Boboli z napisem: „Św. Andrzeju Bobolo, proroku wolności Ojczyzny, miej Polskę w swej przemożnej opiece”, mniejszy pw. św. Anny. Organy włoskie „Jubileusz”.

## Dotychczasowi proboszczowie
Proboszczowie od 1920 r.:
| Lata urzędowania | imię i nazwisko proboszcza lub administratora |
| ---------------- | --------------------------------------------- |
| 1920–1925        | ks. Mieczysław Kiełkiewicz                    |
| 1925–1927        | ks. Jan Dzikowski                             |
| 1927–1929        | ks. Adam Nowak                                |
| 1929–1935        | ks. Jan Fijałkowski                           |
| 1935–1938        | ks. Stanisław Maciejewski                     |
| 1938–1940        | ks. Stefan Hauser                             |
| 1940–1947        | ks. Antoni Sienkiewicz                        |
| 1947–1947        | ks. Franciszek Rzazek                         |
| 1952–1960        | ks. Antoni Jagodziński                        |
| 1960–1971        | ks. Stanisław Jasiński                        |
| 1971–1977        | ks. Czesław Białas                            |
| 1977–1981        | ks. Ryszard Olszewski                         |
| 1981–1981        | ks. Alojzy Poszczyński                        |
| 1981–1992        | ks. Józef Piaskowski                          |
| 1992–2002        | ks. Bronisław Wołoszyn                        |
| 2002–2004        | ks. Andrzej Chmielewski                       |
| 2004–2008        | ks. Stefan Magiera                            |
| 2008             | ks. Tomasz Kubik                              |
|                  |                                               |

## Grupy parafialne
Bractwo św. Anny (od 1921 r.), Żywa Róża (od 1937 r.), chór parafialny, liturgiczna służba ołtarza